# إبراهيم أباد (مقاطعة فهرج)
إبراهيم أباد (بالإنجليزية: Ebrahimabad-e Do)‏ هي مستوطنة تقع في ناحية نغين كوير في إيران. يقدر عدد سكانها بـ 52 نسمة .